# Barlinek
Barlinek (în germană Berlinchen) este un oraș în powiatul Myślibórz, voievodatul Pomerania Occidentală, Polonia.